# Joan Baptista Blazy
Joan Baptista Blazy (Catllà, 1871 — Baixàs, 1933) va ser un sacerdot del Conflent que traduí mossèn Cinto al francès, i promogué i difongué el català. El 1906 va prendre part en el Primer Congrés Internacional de la Llengua Catalana on evocà la «consolidació del català al Rosselló, Vallespir y [sic] Conflent».

## Biografia
Després de ser ordenat el 1902, va ser vicari a Arles, Portvendres i Ribesaltes (1909), i exercí de capellà també a Noedes (el 1906), Ralleu, Tellet, Cornellà de Conflent (1925) i Baixàs (1933). A més, el 1906 era professor al col·legi del Sagrat Cor de Perpinyà, i el 1925 dirigia la "Garde eucharistique". Durant la Gran Guerra passà pels fronts de Flandes i d'Ieper.
Difusor de la llengua catalana, membre de la Société d'études catalanes (1909), predicà en aquest idioma a la catedral de Perpinyà, i publicà textos en català i en francès a La Revue Catalane i a la Revue historique et littéraire du diocése de Perpignan. Traduí al francès Canigó de Jacint Verdaguer i al català les memòries de Frederic Mistral. Els articles que dedicà a Verdaguer i a Ramon Llull a la Revue de l'Université Catholique de Lille feren conèixer aquests escriptors a la intel·lectualitat francesa. Morí d'un atac de cor a Baixàs, en acabar una missa.

## Obres
- Verdaguer, Jacint; Blazy, J.B. (trad.). Au Ciel, dédié à ceux qui souffrent.  Arras: impr. de Sueur-Charruey, 1905. Extret de Science catholique de desembre del 1905.
- Verdaguer, Jacint; Blazy, J.B. (trad.). Fleurs de Marie.  Arras: impr. de Sueur-Charruey, 1905. Extret de Science catholique de maig del 1905.
- Verdaguer, Jacint; Blazy, J.B. (trad.). Idylles et chants mystiques.  Arras: impr. de Sueur-Charruey, 1906. Extret de Science catholique de febrer/març del 1906.
- Verdaguer, Jacint; Blazy, J.B. (trad.). Le Canigou.  Arras; Paris: impr. de Sueur-Charruey Libraire-Éditeur, 1908. Extret de la Revue de Lille 1908.
- Verdaguer, Jacint; Blazy, J.B. (trad.). L'Atlantide.  Arras; Paris: impr. de Sueur-Charruey Libraire-Éditeur, 1909. Extret de la Revue de Lille 1909.
- «Consolidació del Català al Rosselló, Vallespir y Conflent [comunicació]». Primer Congrés Internacional de la Llengua Catalana, Barcelona, Octubre de 1906. Imp. Joaquim Horta [Barcelona], 1908, pàg. 550-552.
- La bienheureuse Bernadette Soubirous.  Corneilla-de-Conflent: M. J. Blazy, 1925.
  -  La Bienheureuse Bernadette Soubirous.  Perpinyà: Queralt, 1958.[2] (7a. ed.)
  - Traducció catalana de Josep Forn a partir de la segona edició francesa:  La Beata Bernadeta de Lourdes.  Barcelona: Foment de Pietat, 1929. (2a edició Barcelona: Balmes, 1958).
  - Traducció castellana:  Bernadette, los ojos que vieron a la Virgen. 3a. edición.  Bilbao: Ediciones Paulinas, 1947.
  - Traducció anglesa:  Blessed Bernadette Soubirous.  Londres: Burns Oates & Washbourne, 1926.[3]
  - Traducció neerlandesa:  De Zalige Bernadette van Lourdes.  's Hertogenbosch: Mosmans, 1926.